# Szentmártonkáta
Szentmártonkáta nagyközség Pest vármegyében, a Nagykátai járásban.

## Fekvése
Az Alföld és a Gödöllői-dombság találkozásánál meghúzódó Tápió-vidék települése, Budapest központjától 55 km-re.
A közvetlenül határos települések: észak felől Tóalmás, délkelet felől Nagykáta, dél felől Tápióbicske, délnyugat felől Tápióság, nyugat felől pedig Tápiószecső.

### Megközelítése
Közúton a legfontosabb elérési útvonala a 31-es főút, ezen közelíthető meg keleti és nyugati szomszédai felől is. Tóalmással a 3107-es út, a 32-es főút pusztamonostori szakaszával a 3108-as út, Tápiósággal pedig a 31 108-as számú mellékút köti össze.
Vasúton a Budapest–Újszász–Szolnok-vasútvonalon érhető el, melynek itteni megállója (Szentmártonkáta megállóhely) a belterület déli szélén helyezkedik el, a tápiósági országút vasúti keresztezése mellett.

## Története
Szentmártonkáta a Káta nemzetség ősi birtoka volt. Első okleveles említése 1349-ből való.
Neve 1426-ban Zentmarthonkatha, 1467-ben és 1474-ben possessio Zenthmarthonkathaya alakban fordult elő. 
A 16–17. században a Kátay család volt a birtokosa. 
A Tápió-vidék többi településeivel ellentétben a török hódoltság alatt sem néptelenedett el. 
1663-ban, Kátay Ferenc halálával gróf Keglevich Miklósra szállt és az ő birtoka volt még 1675-ben is.
A település legrégibb ismert pecsétje 1700-ból való.
A Rákóczi-szabadságharc idején nagy kuruc tábor volt a községben. Az első hazai hírlap, a Mercurius Veridicus 1710. február 8-án tudósított a táborról, majd innen írta négy nappal később egyik levelét a fejedelem is, aki már 1704-ben is járt itt. A község 15 katonát adott a kuruc seregnek. A 18. században a Battha család segítette az iskolai oktatást, erre a célra még épületet is adományoztak.
1715-ös összeíráskor 78, 1720-ban pedig 107 magyar háztartást vettek föl e helységben. 
Az 1754-ben végzett vármegyei nemesi összeírás szerint Prónay Gábor, Battha István, Fegyverneky Pál, Némedy István idősb Némedy István ifj. Dinnyés János és Dinnyés Mihály, 1848 előtt pedig báró Prónay Albert, gróf Keglevich Gábor és Battha Sámuel voltak a helység földesurai. 
Az 1848–49-es forradalom és szabadságharc idején Battha Sámuelt Kossuth Lajos kormánybiztosává nevezte ki. Kossuth a tápióbicskei csata után a Battha-kúriában szállt meg. Emlékét sokáig őrizte – a már kivágott – „Kossuth-fa”.
A falut 1839-ben földrengés rázta meg, 1875-ben tűzvész pusztította. Lakossága a 19. század második felétől kezdődően szépen gyarapodott. 1870-ben 2438, 1960-ban 4734 lakost írtak össze.
Szentmártonkátához tartoztak Szunyogos és Tamáskáta puszták, valamint Forró, Homokerdő, Homokimajor, Középerdő és Székes lakott helyek is.

## Közélete

### Polgármesterei
- 1990–1994: Karai István (VP)[3]
- 1994–1998: Karai István (LPSZVP)[4]
- 1998–2002: Karai István (független)[5]
- 2002–2005: Karai István (független)[6]
- 2005–2006: Fodor Zoltán (független)[7]
- 2006–2010: Fodor Zoltán (független)[8]
- 2010–2014: Fodor Zoltán (független)[9]
- 2014–2019: Fodor Zoltán (független)[10]
- 2019–2024: Dr. Boér Imre Hunor (független)[11]
- 2024– : Skoda Ferenc (Fidesz-KDNP)[1]

A településen 2005. május 29-én időközi polgármester-választást kellett tartani, az előző polgármester halála miatt.

## Népesség
A település népességének változása:
| Lakosok száma | 4905 | 4888 | 4810 | 4802 | 4872 | 4883 | 4877 |
|               | 2013 | 2014 | 2018 | 2021 | 2022 | 2023 | 2024 |

A 2011-es népszámlálás során a lakosok 87,6%-a magyarnak, 1,2% cigánynak, 0,8% németnek, 0,3% románnak mondta magát (12,4% nem nyilatkozott; a kettős identitások miatt a végösszeg nagyobb lehet 100%-nál). A vallási megoszlás a következő volt: római katolikus 32,4%, református 25%, evangélikus 0,6%, görögkatolikus 0,3%, felekezeten kívüli 10,4% (29,7% nem nyilatkozott).
2022-ben a lakosság 85,9%-a vallotta magát magyarnak, 0,8% cigánynak, 0,3% németnek, 0,3% románnak, 0,1% szerbnek, 1,5% egyéb, nem hazai nemzetiségűnek (14% nem nyilatkozott; a kettős identitások miatt a végösszeg nagyobb lehet 100%-nál). Vallásuk szerint 21,4% volt római katolikus, 17% református, 0,5% evangélikus, 0,3% görög katolikus, 0,9% egyéb keresztény, 0,8% egyéb katolikus, 10,5% felekezeten kívüli (48,5% nem válaszolt).

## Nevezetességei
Az iskola épülete 1983-ban Hofer Miklós tervei alapján épült.

### A kastély
Az 1782-ben bárói rangra emelkedett Prónay család 1810 körül építtette a klasszicista stílusú szentmártonkátai udvarházat. A Dessewffy család tulajdonába a századfordulón került. A második világháború végéig pedig a Polgár család lakott itt. 1945 után gépállomás működött benne. Később irodákat és lakásokat alakítottak ki az épületben.
Téglány alaprajzú, földszintes, kontyolt nyeregtetővel fedett épület. A falsíkból alig előrelépő sarok- és középrizalittal. A középrizalitot háromszögű oromzat hangsúlyozza. Homlokzatát lapos lizénák tagolják. Tengelykiosztása 1+3+1+3+1.
Hátsó homlokzatán négy oszlopra támaszkodó, timpanonos rizalit áll, melynek bal oldalán öt pillérre támaszkodó tornác húzódik. A kastélyt az 1980-as évek végén felújították és átalakították.